# Дестрем, Морис Гугович
Морис Гугович (Жан-Антуан-Морис) Дестрем (фр. Jean Antoine Maurice Destrem; 1787 — 10 ноября 1855) — генерал-лейтенант Корпуса инженеров путей сообщения, председатель совета путей сообщения, почётный член Петербургской академии наук (1842).

## Биография

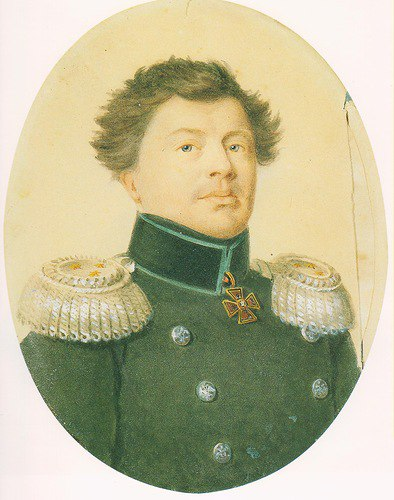
Портрет работы неизвестного художника, не ранее 1838 г.

Родился во Франции, в Фанжо, в июле 1787 года. Происходил из старинного дворянского рода, приехавшего во Францию из Швеции.
Окончил в Париже Политехническую школу, а в 1810 году — Школу дорог и мостов.
В том же году по приглашению Бетанкура в числе четырёх инженеров (вместе с Фабром, Базеном и Потье) был принят на русскую службу с производством в чин капитана. Сначала был отправлен к херсонскому губернатору, герцогу де Ришельё, для составления проекта Евпаторийского порта и устройства гидротехнических зданий в Одесском порту. С марта 1812 года был профессором умозрительной механики в институте Корпуса инженеров путей сообщения, но с началом войны все четыре французских инженера были отправлены, сначала в Ярославль и Пошехонье, а затем в Иркутск. В июне 1815 года, после возвращения в Петербург, он был произведён в подполковники со старшинством с 12 июля 1812 года.
Был командирован в Грузию для изысканий по рекам Куре и Риону и работе на военно-грузинской дороге. По проекту Дестрема в Ревеле была построена военная гавань. В 1818—1820 годах — профессор Института Корпуса инженеров путей сообщения. В 1820 году он был назначен управляющим II округом путей сообщения.
В 1821 году был издан написанный им учебник механики. В 1824 году он был назначен редактором «Журнала путей сообщения», и занимал эту должность до 1834 года, когда стал председателем Совета путей сообщения. Входил в комитет по постройке Николаевского моста, Петербург-Московской железной дороги. Принимал участие в создании гидротехнических сооружений в Сестрорецке.
Дестрем также занимался литературой и музыкой. Им было написано несколько книг технической направленности, а также переведены на французский язык произведения Крылова.
В 1847 году в чине генерал-лейтенанта корпуса инженеров путей сообщения получил русское дворянство, став родоначальником рода Дестрем.
Умер в Царском Селе 10 (22) ноября 1855 года, похоронен на Смоленском лютеранском кладбище в Петербурге.

## Награды
Был награждён рядом орденов:
- Орден Святого Станислава 1-й степени (6 декабря 1831[5])
- Орден Святой Анны 1-й степени (9 января 1833[6])
- Орден Святого Владимира 2-й степени (25 марта 1839[7])
- Знак отличия за ХХV лет беспорочной службы
- Орден Почётного легиона, кавалерский крест